# Neolasioptera amaranthi
Neolasioptera amaranthi är en tvåvingeart som beskrevs av Edwin Möhn 1964. Neolasioptera amaranthi ingår i släktet Neolasioptera och familjen gallmyggor.
Artens utbredningsområde är El Salvador. Inga underarter finns listade i Catalogue of Life.